# Гионкани (Алба)
Гионкани (рум. Ghioncani) насеље је у Румунији у округу Алба у општини Интрегалде. Oпштина се налази на надморској висини од 805 m.

## Становништво
Према подацима из 2002. године у насељу је живело 104 становника, од којих су сви румунске националности.